# 南平野桐
南平野桐（学名：Mallotus dunnii）为大戟科野桐属下的一个种。

## 扩展阅读
- 維基物種上的相關：南平野桐